# Aptychonitis anomalus
Aptychonitis anomalus är en skalbaggsart som beskrevs av Raffaello Gestro 1895. Aptychonitis anomalus ingår i släktet Aptychonitis och familjen bladhorningar. Inga underarter finns listade.